# St.M.B. 9
Die schmalspurige (1000 mm) Tenderlokomotive St.M.B. 9 der Steinhuder Meer-Bahn (St.M.B.) wurde von Hanomag 1927 gebaut. Die Lokomotive war bis 1960 in Betrieb.

## Geschichte
Zu ihrer Bauzeit war die Lokomotive die leistungsstärkste und schwerste Lokomotive der Steinhuder Meer-Bahn. Die Mehrbelastung für den Gleisunterhalt wurde durch die erhöhte Beförderungsleistung aufgehoben. Sie war verschiedenen Bahngesellschaften angeboten worden und kam erst später zur Steinhuder Meer-Bahn. Bei Anlieferung erhielt die Lokomotive die Nummer 9 und den Namen Uchte, 1934 wurde sie als 2''' bezeichnet und nach dem Zweiten Weltkrieg bekam sie nach dem Nummernplan des Niedersächsischen Landeseisenbahnamtes die Nummer 27.
Bis 1935 lief diese Lokomotive zusammen mit den beiden 1’B-Lokomotiven auf der Strecke Wunstorf–Uchte, nach Streckenreduzierung nur noch im Abschnitt Wunstorf–Rehburg im Personen- und Güterverkehr. 1960 wurde sie ausgemustert und bald danach verschrottet.

## Konstruktion
Die Lokomotive besaß einen Blechrahmen, der gleichzeitig als Wasserkastenrahmen ausgelegt war. Zusätzlich hatte sie seitlich des Kessels gelagerte Wasserkästen. Auf der linken Seite waren die Kohlen gebunkert.
Die Heißdampflokomotive besaß Heusinger-Steuerung, die Zylinder waren mit Kolbenschiebern ausgerüstet. Auf dem Stehkessel waren ein Dampf- sowie ein Sanddom vorhanden, es waren ein Speisewasserreiniger sowie ein Funkenfänger vorhanden. Die Treibräder wurden mit einem Handsandstreuer von innen gesandet.
Das Führerhaus war hinten gerade ausgeführt und nach außen verschlossen. Der Lüfteraufsatz auf dem Dach war nach preußischem Muster entstanden. Die Lokomotive besaß eine Schmalspurkupplung. Zum Schutz gegen Umkippen im Fall einer Entgleisung war sie mit einem Winkeleisen-Bahnräumer ausgerüstet. Die Saugluftbremse war Bauart Körting. Nach dem Zweiten Weltkrieg wurde sie mit elektrischer Beleuchtung und mit einem Turbogenerator nachgerüstet, zur Signalgebung besaß sie eine auf dem Führerhausdach montierte Dampfpfeife sowie hinter dem Schornstein ein Läutewerk Bauart Latowski.